# Клізма (процедура)

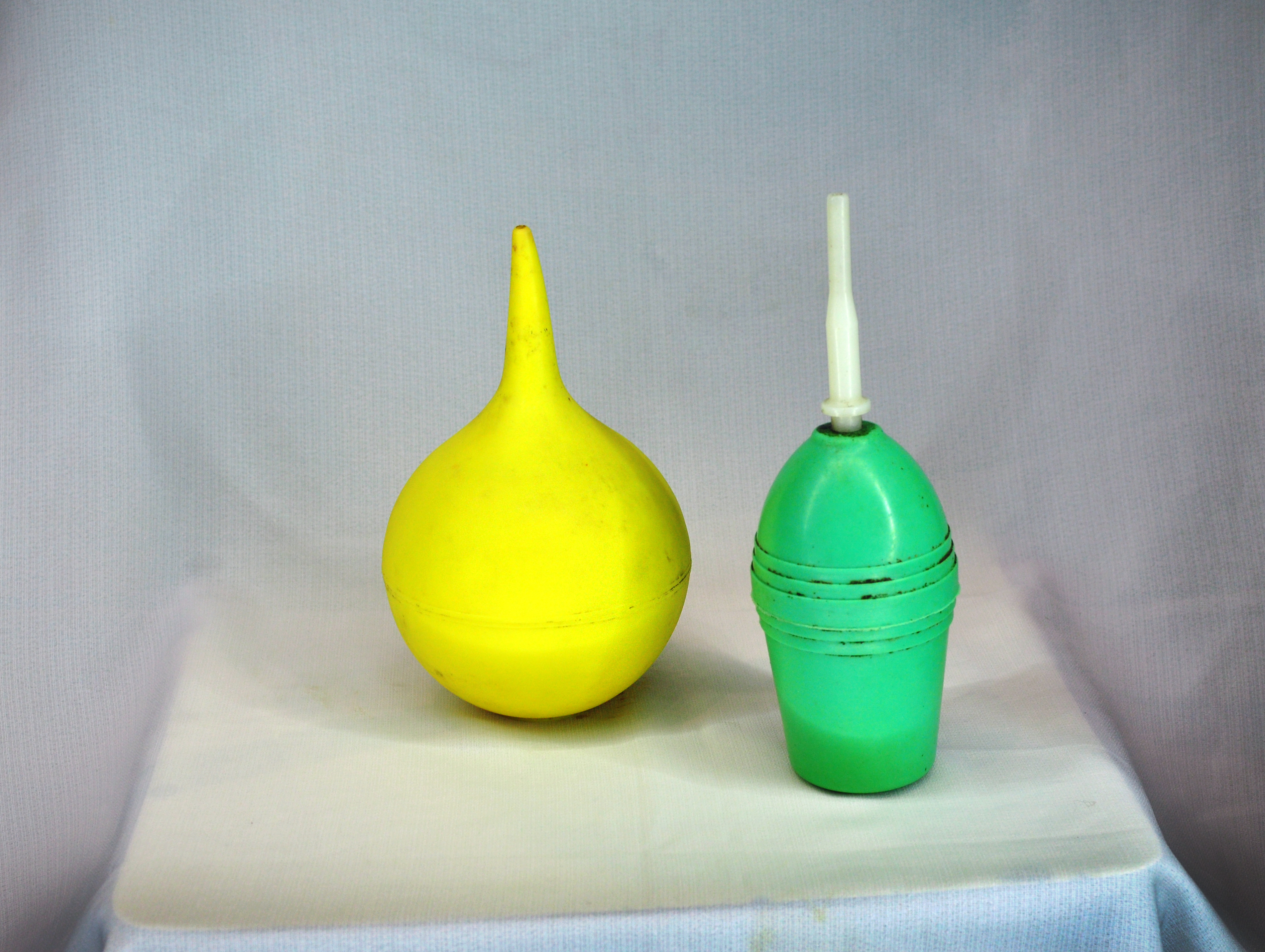
«Груші» для постановки клізми

Клі́зма (грец. κλύσμα від κλύζω — «чищу, промиваю»; заст. клісти́р (лат. clystērium від грец. κλυστήριον)) — медична процедура, яка полягає у введенні води або інших рідин або розчинів лікарських речовин через задній прохід в пряму кишку (з використанням стандартних наконечників для клізм) або безпосередньо в товсту кишку (з використанням довгих кишкових трубок або наконечників для глибоких клізм).

## Класифікація клізм

### За метою застосування
Залежно від мети, переслідуваної при їх використанні, клізми поділяють на:
- Очисні, сифонні, стимулювальні (подразнювальні)
- Лікувальні (лікарські)
- Поживні (краплинні)
- Психотропні (алкогольні)
- Ритуальні

- Очисні клізми[1] — з метою очищення і промивання товстої кишки, ліквідації запору або калового завалу, лікування будь-якого отруєння або інтоксикації, перед деякими хірургічними операціями, пологами, анальним сексом. При цьому вводиться розчин спочатку призначений для виверження, і його всмоктування небажано;
- Лікувальні[2] (лікарські) клізми — мікроклізми (10-100 мл), що використовуються з метою введення в пряму і сигмоподібну кишку розчинів лікарських речовин (відварів трав, розчинів лікарських препаратів, суспензій біологічних засобів), призначених для їх утримання в прямий кишці не менше 30 хвилин до всмоктування або з подальшим випорожненням кишечника. Призначаються для лікування запалень слизової оболонки прямої (проктитів) і сигмоподібної кишки (сигмоїдитів), а також для лікування дисбактеріозу кишечника. Зрідка використовуються для введення інших лікарських речовин з метою не місцевого, а системної дії (наприклад, фенобарбітал при епілептичному статусі, анальгін при гіпертермії і ін.). Негативною стороною використання клізми як лікувальної процедури є порушення мікрофлори кишечника при частому використанні;
- Діагностичні[3]у радіології, хірургії.
- Психотропні[4] (алкогольні) клізми — мікроклізми, за допомогою яких в організм вводять психоактивні речовини, частіше — слабкий розчин алкоголю (50-100 мл 5-10 % -го розчину). Так як з прямої кишки алкоголь швидко всмоктується і не проходить через печінку (де частково руйнується при прийомі алкоголю через рот), то його невеликі кількості надає сильний ефект на мозок з розвитком ейфорії і сп'яніння. При цьому існує великий ризик передозування алкоголю з розвитком ознак алкогольного отруєння, можливість хімічного опіку слизової оболонки прямої і сигмоподібної кишки та їхнє хронічне запалення (проктит, проктосигмоїдит), механічного пошкодження кишки під час проведення клізми. У деяких країнах Азії практикуються клізми з настойки опію. У Стародавній Греції Діоскорид рекомендував для клізм мандрагорові вино (приготоване з кореня мандрагори, поміщеного в бродяче вино на три місяці);
- Поживні[5] (краплинні) клізми — введення рідини в обсязі 0,5-1 літр проводиться повільно (використовується «крапельниця»)[джерело?]. Призначалася для замісного годування тяжкохворих в медичній практиці XVI — початку XX століть (вводився слабкий 5 % -й розчин глюкози). З огляду на більш високу ефективність зондового та внутрішньовенного годування в даний час в медичній практиці майже не використовується;
- Ритуальні клізми — клізми як складова частина деяких ритуалів або звичаїв, обрядів, наприклад, обрядів очищення. Поширені у деяких народів, зокрема в Африці, серед деяких корінних індіанських племен Північної і Південної Америки, в деяких релігійних сектах і культах. При цьому майже завжди клізмові розчини містять наркотичні та психотропні речовини, іноді афродизіаки. Американськими індіанцями в клізмових розчинах використовувалося вино з агави, лоза духів[en], каєнский перець, дурман, бругмансія, листя коки та інші компоненти.[джерело?]

Як стимулятори кишечника, клізми застосовуються для тих же цілей, що і перорально призначаються проносні засоби:
1. Для зняття закрепів;
2. Для очищення кишечника при підготуванні до операції пацієнта;
3. Для спорожнення товстої кишки до проведення медичних процедур, як ректороманоскопія, колоноскопія.

### За кількістю рідини, що вводиться
- Мікроклізма — введення рідини в об'ємом 10—100 мл. Використовується для введення лікарських препаратів.
- Очисна клізма — введення рідини в об'ємі 1,5—2 літра. Використовується для очищення товстої кишки при запорі або перед проведенням діагностичних досліджень прямої і ободової кишки (ендоскопічних, рентгенологічних). Наприклад, очисну клізму роблять при ірригоскопії — рентгенологічному обстеженні товстого кишечника.
- Сифонна клізма (синонім: кишкове промивання) — введення рідини в орієнтовному обсязі 10-15 літрів (об'єм рідини визначається індивідуально) на одну процедуру шляхом багаторазового вливання і виливання рідини по 1-2 літри. Використовується для виведення з організму токсичних речовин, глибокого очищення товстої кишки. Необхідно особливо відзначити, що гідроколонотерапія є лікувальною процедурою, і взагалі не є еквівалентом сифонної клізми.